# Citroën C-Métisse
A Citroën C-Métisse a francia Citroën autógyár egyik hibrid koncepcióautója, ami 2006-ban mutatkozott be a párizsi autószalonon. Az autó elkészítésének legfőbb célja volt azt bemutatni, hogy egy hibrid hajtású autó is képes egy hagyományos dízelüzemű autóval egyenlő teljesítményre. A C-Métisse hibridhajtásának lényege, hogy az első tengelyt egy hagyományos V6-os dízelmotor, míg a hátsót egy 15 kW-os villanymotor hajtja. Az így elért 228 lóerő teljesítményhez 6,5 literes száz kilométerenkénti átlagfogyasztás társul.